# Bafa

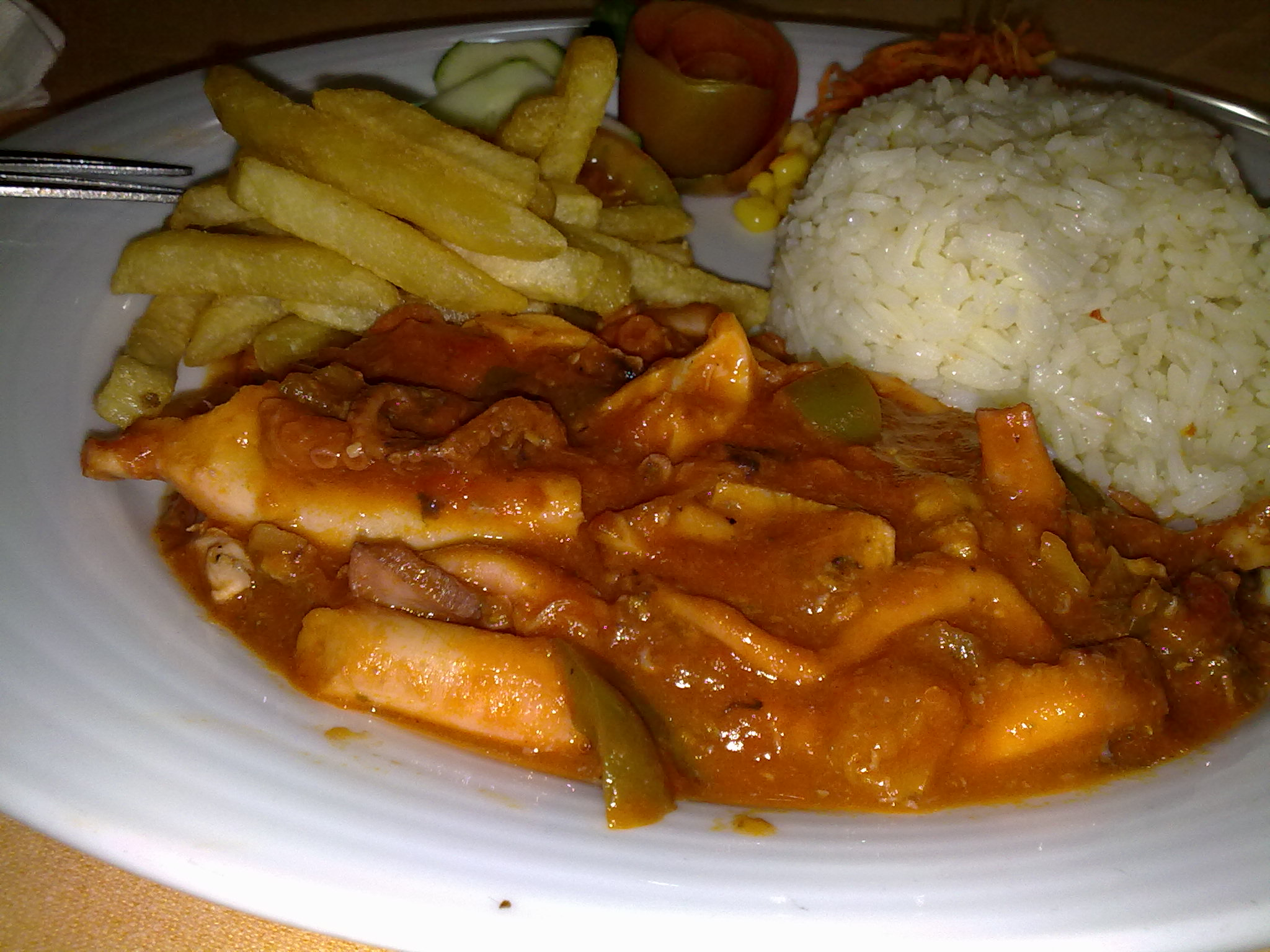
Bafa de polvo, na Ilha da Boa Vista.

Bafa é um prato tradicional da culinária de Cabo Verde.
Consiste de um estufado, que pode ser preparado com lapas, búzios ou polvo.
Pode ser consumido como petisco, como entrada ou como prato principal, podendo neste caso ser acompanhado por arroz, batata frita e salada.